# Jordskott
Jordskott, es una serie de televisión sueca transmitida desde el 16 de febrero del 2015 hasta ahora, por medio de SVT.
La serie fue creada por Henrik Björn, y ha contado con actores invitados como Marianne Sand, entre otros...

## Historia
La detective Eva Thörnblad, quien se especializa en negociar con secuestradores regresa a Silver Height después de 7 años, luego de irse después de que su hija Josefine desapareciera en el lago de un bosque. El cuerpo de Josefine nunca fue encontrado y se creyó que se había ahogado. Cuando un pequeño niño, Anton desaparece sin dejar rastro, Eva quiere averiguar si existe un vínculo entre su desaparición y la de su hija siete años atrás. 
Al mismo tiempo Eva debe de hacerse cargo de la herencia de su padre, el gran empresario Johan Thörnblad, quien acaba de fallecer. Johan ha construido un imperio con la madera y el procesamiento de madera en el largo bosque propiedad de sus antepasados.
A Eva se le unen el investigador Goran Wass, un miembro de la Oficina Nacional de Investigaciones de Suecia, quien es el responsable de investigar la desaparición de Antón y Tom Aronsson, el investigador local.
El equipo no sólo se topará con misterio alrededor de los crímenes sino con el poder y los secretos que ostentan los empresarios que viven del bosque, así como con los miembros del consejo de administración, ya que tienen varios secretos. Poco a poco se irán dando cuenta que las desapariciones de los niños está inexplicablemente relacionada con el conflicto que existe entre los que quieren proteger el bosque y la comunidad que depende de la empresa "Thörnblad Cellulosa".

## Personajes

### Personajes principales
| Actor                       | Personaje                | Ocupación              | No. de episodios | Duración        |
| --------------------------- | ------------------------ | ---------------------- | ---------------- | --------------- |
| Moa Gammel                  | Det. Insp. Eva Thörnblad | Detective Inspectora   | 10               | 2015 - presente |
| Göran Ragnerstam            | Det. Göran Wass          | Detective Investigador | 10               | 2015 - presente |
| Richard Forsgren            | Tom Aronsson             | Investigador Local     | 10               | 2015 - presente |
| Lia Boysen                  | Gerda Gunnarsson         | Secretaria de Johan    | 10               | 2015 - presente |
| Ville Virtanen              | Harry Storm              | -                      | 10               | 2015 - presente |
| Ann Petrén                  | Martina Sigvardsson      | Jefa de la Policía     | 10               | 2015 - presente |
| Stina Sundlöf Amie Vestholm | Josefine (a los 6 años)  | Hija de Eva            | 10 5             | 2015 - presente |
| Peter Andersson             | Gustaf Borén             | Socio de Johan         | 10               | 2015 - presente |
| Henrik Knutsson             | Nicklas Gunnarsson       | -                      | 10               | 2015 - presente |

### Personajes recurrentes
| Actor                | Personaje       | Ocupación                                          | Nº de episodios | Duración        |
| -------------------- | --------------- | -------------------------------------------------- | --------------- | --------------- |
| Gustav Lindh         | Jörgen Olsson   | -                                                  | 10              | 2015 - presente |
| Vanja Blomkvist      | Ylva            | -                                                  | 10              | 2015 - presente |
| Happy Jankell        | Esmeralda       | -                                                  | 10              | 2015 - presente |
| Nour El-Refai        | Victoria        | -                                                  | 8               | 2015 - presente |
| Felix Engström       | Thomas Leander  | -                                                  | 8               | 2015 - presente |
| Ann-Sofie Rase       | Jeanette        | -                                                  | 7               | 2015 - presente |
| Lars-Erik Berenett   | Johan Thörnblad | Dueño de la Empresa Maderera "Thörnblad Cellulosa" | 6               | 2015 - presente |
| Hans Mosesson        | Olof Gran       | -                                                  | 6               | 2015 - presente |
| Johannes Brost       | Pekka Koljonen  | Doctor del Hospital Local                          | 6               | 2015 - presente |
| Oskar Thunberg       | Holmström       | -                                                  | 6               | 2015 - presente |
| Zandra Andersson     | Britta Lingvall | -                                                  | 6               | 2015 - presente |
| Sigrid Johnson       | Emma            | -                                                  | 6               | 2015 - presente |
| Johan Paulsen        | Martin Dolk     | -                                                  | 6               | 2015 - presente |
| Gerhard Hoberstorfer | -               | -                                                  | 5               | 2015 - presente |

## Episodios
La primera temporada de la serie está conformada por 10 episodios.

## Premios y nominaciones
| Año  | Categoría             | Premio             | Nominado (a)      | Resultado |
| ---- | --------------------- | ------------------ | ----------------- | --------- |
| 2015 | Best Television Drama | Kristallen Award   | Palladium Fiction | Ganó      |
| 2015 | Best Serial           | Banff Rockie Award | Palladium Fiction | Ganó      |
| 2015 | Best Pilot            | Jury Award         | Pelle Hallert     | Nominado  |

## Producción
La serie es dirigida por Anders Engström y Henrik Björn, cuenta con los escritores Björn, Alexander Kantsjö, Fredrik T. Olsson y Dennis Magnusson.
Producida por Filip Hammarström, en coproducción con Claes Olsson, cuenta con los productores ejecutivos Björn, Johan Rudolphie y Börje Hansson, así como la productora de línea Ulla Fluur. La música está a cargo de Erik Lewander, Olle Ljungman y Iggy Strange-Dahl.
La serie comenzó sus filmaciones en Ragunda y Sala, Provincia de Västmanland en Suecia en 2014.
Cuenta con las compañías de producción "Palladium Fiction" en coproducción con "Sveriges Television (SVT)", "Actinvest", "Kinoproduction", con el apoyo de "Svenska Filminstitutet (SFI)", "Nordic Film och TV Fund", "MEDIA Programme of the European Union", "Finlands Filmstiftelse", "Svenska Kulturfonden", en cooperación con "ITV Global Entertainment", "TV2 Norge" y "Yleisradio (YLE)".
Desde el 2015 es distribuida por "ITV Studios Global Entertainment", por "Sveriges Television (SVT)" en la televisión de Suecia, por "Yleisradio" a través de la televisión y por "SF Film Finland" en DVD ambas en Finlandia. En el 2016 comenzó a ser distribuida por "Polyband" a través de Blu-ray y DVD. 
En Alemania la serie fue estrenada a finales de septiembre del 2015 durante la Conferencia Cologne en el  "International Film and TV Festival".

### Emisión en otros países
| País        | Título                                | Cadenas    | Fecha de Inicio                             | Fecha de Finalización |
| ----------- | ------------------------------------- | ---------- | ------------------------------------------- | --------------------- |
| Alemania    | Jordskott - Der Wald vergisst niemals | -          | 28 de septiembre de 2015 12 de mayo de 2016 | -                     |
| Austria     | -                                     | -          | 12 de mayo de 2016                          | -                     |
| Bélgica     | -                                     | -          | 12 de mayo de 2016                          | -                     |
| Finlandia   | Maan povessa                          | YLE        | 1 de julio de 2015                          | -                     |
| Francia     | Jordskott, la forêt des disparus      | Arte       | 12 de mayo de 2016                          | -                     |
| Irlanda     | -                                     | -          | 10 de junio de 2015                         | -                     |
| Islandia    | -                                     | RUV        | -                                           | -                     |
| Italia      | -                                     | TIMvision  | 14 de julio de 2015 (internet)              | -                     |
| Noruega     | -                                     | TV2        | -                                           | -                     |
| Reino Unido | -                                     | ITV Encore | 10 de junio de 2015                         | -                     |
| Rusia       | Тайны Сильверхёйда                    | -          | -                                           | -                     |